# Hey, Man!
«Hey, Man!» (en español: «¡Oye, amigo!») fue el cuarto sencillo del álbum debut de Nelly Furtado titulado "Whoa, Nelly!", publicado en el 2000.

## Lista de canciones
1. «Hey, Man!» (Estudio versión)
2. «Hey, Man!» (En vivo)
3. «Baby Girl» (En vivo)
4. «...On The Radio» (Remember The Days) (Remix)

## Posiciones
| Listas (2002)    | Posición |
| ---------------- | -------- |
| Canadá Airplay   | 20       |
| Alemania Top 100 | 49       |
| Holanda Top 100  | 87       |